# Varia US Properties
Varia US Properties ist ein Schweizerisches Unternehmen mit Sitz in Zug, das ausschliesslich in US-amerikanische Immobilien investiert. Das Unternehmen wurde 2015 gegründet und wird seit 2016 an der schweizerischen Börse SIX gehandelt.

## Geschichte
Die Firma wurde im September 2015 gegründet. Seit 2016 wird das Unternehmen an der SIX gehandelt.

## Unternehmen
Das Unternehmen hat sich ausschliesslich auf Miet-Immobilien in den Vereinigten Staaten im Mittelpreissegment spezialisiert. Varia US Properties ist selber nicht operativ tätig, sondern hat das Asset Management mit Patrick Richard einem externen Manager von Stoneweg US übergeben, einer Unternehmung aus Genf die stark mit Varia US Properties verbunden ist. Richard sitzt auch im Verwaltungsrat als «ausführendes Vorstandsmitglied» («Executive Member of the Board»).